# Kirchengestühl von Kirkjubøur

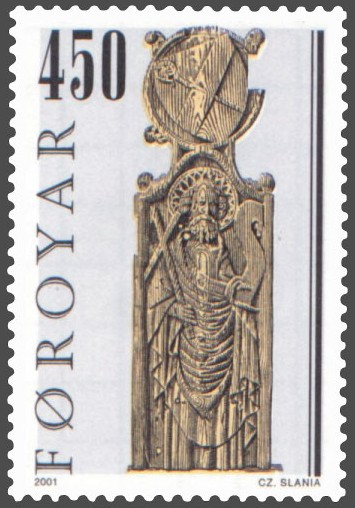
Andreas auf einer Gestühlswange von Kirkjubøur.

Das Kirchengestühl von Kirkjubøur (Färöisch: Kirkjubøstólarnir) aus dem frühen 15. Jahrhundert gilt als der größte nationale Kunstschatz der Färöer.
Namentlich sind insgesamt 18 Gestühlwangen aus Kiefernholz gemeint, die wertvolle Schnitzereien von elf der zwölf Apostel und drei weitere biblische Figuren zeigen. Auch sind St. Brendan, Bischof Erlendur und König Olav der Heilige verewigt.  Die Schnitzerei des 12. Apostels gilt als verschollen, und zwei der elf Apostel konnten bisher nicht identifiziert werden.
Durch Karbonuntersuchungen konnten die Gestühlwangen auf 1405–10 datiert werden. Eine der Gestühlwangen zeigt die Wappen Erik von Pommerns und seiner Frau Philippa. Sie heirateten 1406.
Die Gestühlwangen waren Teil der St.-Olavs-Kirche in Kirkjubøur (ca. 1250 erbaut), die damals Sitz des Bistums Färöer war. Es ist unklar, ob die Gestühlwangen nicht ursprünglich für die Magnuskathedrale gedacht waren, die aber nie vollendet wurde. 1817 wurden die Schnitzereien erstmals vom dänischen Forschungsreisenden Hans Christian Lyngbye erwähnt.
1874 wurde die Kirche renoviert, und es gab ein neues Gestühl. Die alten Gestühlwangen galten als „wertlos“ und endeten in einem Lager. Der Geistliche V. U. Hammershaimb und der Amtmann Hannes Finsen erkannten aber den Wert der Gestühlswangen und sorgten dafür, dass sie gerettet wurden. Sie boten sie in einem Brief nach Kopenhagen als „altertümliche Relikte“ an. Die Gestühlswangen wurden daraufhin im Winter 1874/75 mit dem Postschiff Diana nach Kopenhagen gebracht, wo sie im Königlichen Museum für Nordische Antiquitäten, dem heutigen Dänischen Nationalmuseum, landeten. Der Kaufpreis betrug 200 Kronen. Nur einmal, 1986, wurden die Gestühlwangen auf den Färöern gezeigt.
Im Juni 2002 wurden die Gestühlwangen schließlich von Dänemark an die Färöer zurückgegeben. Zur Ólavsøka desselben Jahres eröffnete am 27. Juli die Dauerausstellung im Untergeschoss des Historischen Museums der Färöer in Hoyvík.
Zusammen mit dem Kirchengestühl kamen 200 weitere Schätze zurück auf die Färöer, die die Ausstellung der Gestühlwangen im Erdgeschoss des Museums ergänzen. Darunter sind:
- ein Beichtstuhl, der so genannte „Bischofsthron“
- ein Chorpult bestehend aus zwei verzierten Seitenteilen
- zwei Gestühlwangen mit geschnitzten Ornamenten, die offensichtlich anderer Herkunft sind
- Passionskreuze.[6]

## Galerie
Die Postverwaltung der Färöer hat drei Briefmarkenserien mit Bildern der Gestühlwangen herausgebracht. Sie erschienen 1980, 1984 und 2001. Graviert wurden sie von Czesław Słania nach den Fotos in Kroghs Buch.

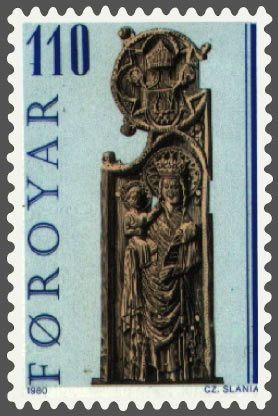
Maria und Jesus
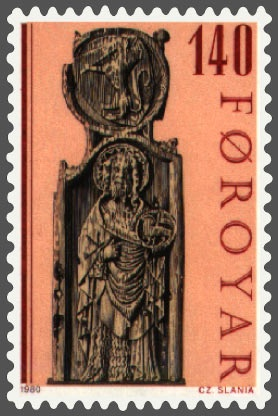
Johannes der Täufer
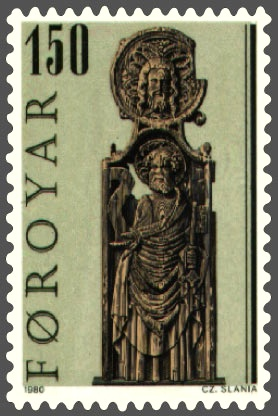
Simon Petrus
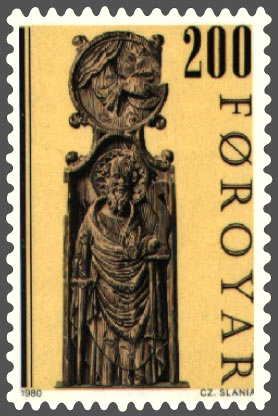
Paulus von Tarsus
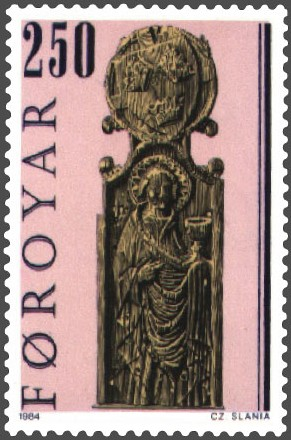
Johannes der Evangelist
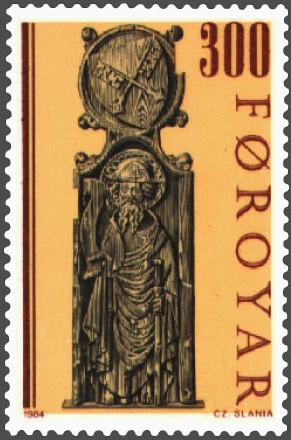
Jakobus der Ältere
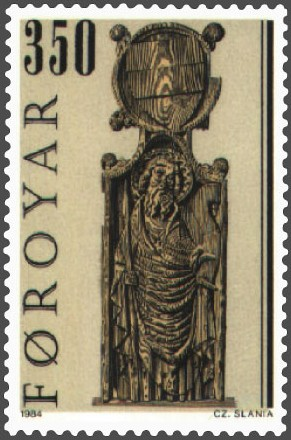
Thomas.
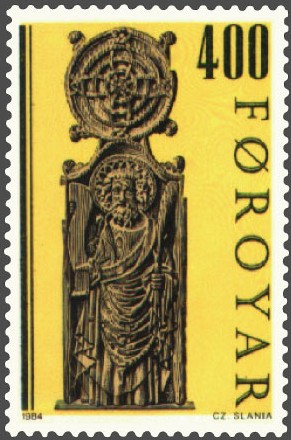
Judas Thaddäus
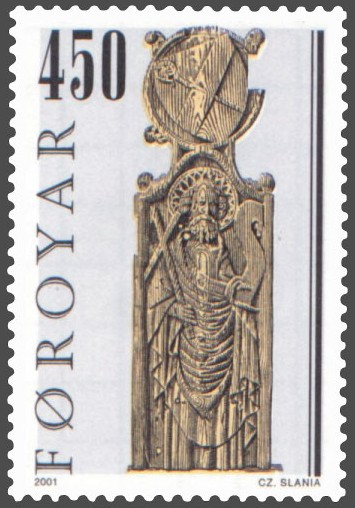
Andreas
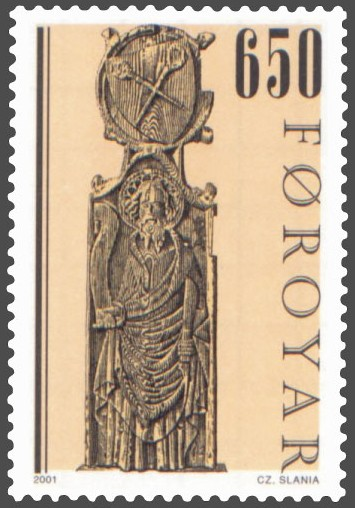
Bartholomäus
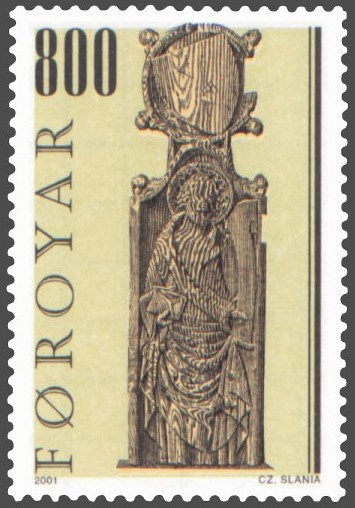
Unidentifizierter Apostel
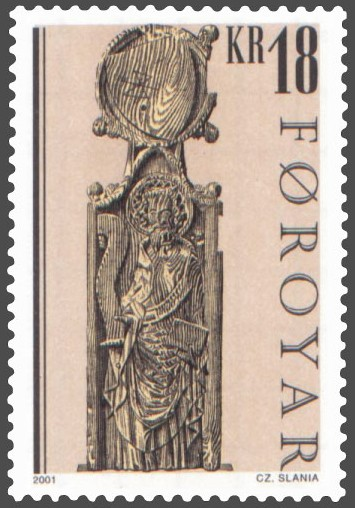
Unidentifizierter Apostel

## Eines der „sieben färöischen Wunder“
Zur Ólavsøka 2007 veranstaltete das färöische Fernsehen Sjónvarp Føroya einen landesweiten Wettbewerb über die „sieben färöischen Wunder“, bei dem die Zuschauer beliebige Vorschläge über besondere Bauten und andere Gegenstände machen konnten. Eine Rangfolge der acht Sieger (wegen Stimmengleichheit in einem Fall) wurde nicht bekannt gegeben, aber das Kirchengestühl gehört dazu. Die anderen sind die Magnuskathedrale, die Christianskirkjan in Klaksvík, das Haus des Nordens, Tinganes, der Norðoyatunnilin, die erste Flagge der Färöer in der Kirche von Fámjin und der Sitz der Reichsombudsschaft auf den Färöern (die letzten beiden mit Stimmengleichheit).